# Forest-en-Cambrésis

Forest-en-Cambrésis este o comună în departamentul Nord, Franța. În 1 ianuarie 2022 avea o populație de 558 de locuitori.